# Viktor Orendi
Viktor Orendi (Beograd, 28. август 1941) srpski je reditelj i koreograf.
U Novom Sadu, uporedno sa gimnazijom, pohađa Državnu pozorišnu školu iz koje je angažovan kao stalni član opere
i baleta Srpskog narodnog pozorišta, Novi Sad.
Posle novosadskog pozorišta svoju umetničku karijeru nastavlja u Ljubljanskom ljudskom gledališću, 
Ljubljana i Hrvatskom narodnom kazalištu, Zagreb u svojstvu soliste.

## Karijera u inostranstvu
Iz Zagreba odlazi u Antverpen, Belgija, gde je angažovan u Kraljevskoj Flamanskoj operi. 
U to vreme vežba kod gospođe Granceve, pedagoga Kompanije XX veka Moris Bežara iz Brisla, Belgija gde povremeno gostuje.
Prelazi u Tuluz, Francuska, u Državno pozorište Kapitol, gde postaje prvak i ostaje četiri sezone.
Dolazi u Pariz u trupu gospođe Žanin Šara, zvezde pariske opere. Slede engažmani u Velikom Ruskom baletu iz Pariza, 
gospođe Irine Grjebine prvakinje Boljšeg teatra, Pariskom kazinu, Lidu, Plavom Anđelu, Miliarderu sa Jelisejskih polja i dr.
U Parizu završava Akademiju za scenske umetnosti gospođe Irine Grjebine, profesora na Pariskom Konzervatorijumu i u pariskoj Operi, 
kao i manekensku školu gospodina Žan Gelisa, Pariz.
U istom gradu osniva svoju kompaniju ″Vita Top Danse″. Sarađuje sa Žanin Šara, Ljudmilom Čerinom, Iv Sen Loranom, 
Pjer Kardenom, Džoni Holideom, Žan Mareom, Omar Šarifom, Pieralom, Žan Pol Belmondom, Žan Mare Rivierom, Karol Rivom, Spiridonom, Dalijem i mnogim drugim poznatim svetskim umetnicima. Tu su i gostrovanja po Evropi, Aziji i Africi.
Osim baletom, kao igrač i koreograf, bavi se i manekenstvom, režijom i glumom, pozorište-film-televizija.

## Povratak u zemlju
Vraća se u Jugoslaviju, Banja Luka, gde je angažovan kao spoljni saradnik za kulturu u Domu kulture ( Banski dvor ). 
Okuplja preko 200 mladih (balet, drama) i aktivno sarađuje sa Nacionalnim pozorištem Banja Luke kao reditelj i koreograf (mjuzikl „Bogovi su umorni“, balet „Sinfonija ljubavi“, drama „Grk Zorba“ i dr.). Otvara baletski studio Vita top danse u Kraljevu, Bijeljini i Brčkom. U tom periodu sarađuje sa mnogim pozorištima i televizijama u zemlji i inostranstvu. Radi na Dečjem Vukovom Saboru, Tršić (režija i koreografija), Zmajevim dečjim igrama, Novi Sad i dr.
Napisao je nekoliko predstava za mlade: "Rastko Nemanjić", "Rok en Rol za decu", "Srećna Nova" i mnoge druge, kao i za odrasle: "Balkanski pakao", "Istinita bajka", "Princ od Bosne" i druge koje je režirao i koreografisao. 
Trenutno piše autobiografiju "Bolje živeti snove nego sanjati život".
Član je dramskih i baletskih umetnika Republike Francuske, Dramskih umetnika Republike Srpske, 
Baletskih umetnika Vojvodine. Govori srpski, francuski i nemački.
Državljanin je Republike Srbije i Republike Francuske.